# Cymbidiella flabellata
Cymbidiella flabellata là một loài thực vật có hoa trong họ Lan. Loài này được (Thouars) Rolfe mô tả khoa học đầu tiên năm 1918.